# Ismenias
Ismenias (en griego antiguo: Ἰσμηνίας) fue un político y polemarca (comandante militar) tebano del siglo IV a. C., jefe del partido democrático.
Llegó al poder en 403 a. C., un año después de la guerra del Peloponeso y llevó a cabo una política antiespartana, en particular,  acogiendo a los atenienses exiliados por el gobierno de los Treinta Tiranos. 
Platón dice que obtuvo sus riquezas mediante una donación. Por su parte, Jenofonte indica que la medida utilizada por Titraustes para que el diarca espartano Agesilao II abandonara Asia Menor, consistió en enviar al rodio Timócrates con una suma de 150 talentos, para sobornar a los dirigentes de Corinto, Argos y Tebas para que combatiesen a los espartanos. En Tebas, el dinero fue entregado a Ismenias, Androclidas y Galixodoro. Relato apoyado por la platonista Monique Canto-Sperber de que efectivamente se trataba de dinero persa destinado a combatir a Esparta. Platón atribuye a Ismenias (entre otros) la máxima de que «es justo beneficiar a los amigos y perjudicar a los enemigos».
En el 382 a. C. cuando el general espartano Fébidas iba hacia Acanto y Apolonia de Iliria que habían solicitado la ayuda de Esparta en un conflicto local, pasó por Tebas donde el jefe opositor oligárquico Leontíades, rival de Ismenias y también polemarco, le pidió conquistar y establecer una guarnición en Cadmea (la acrópolis de Tebas). La guarnición conjunta espartano-tebana fue establecida con ayuda de los oligarcas. Leontíades con la pretensión de destituir a Ismenias como polemarco, le acusó falsamente ante la Boulé (Consejo ciudadano) de declarar la guerra a Esparta. Ismenias fue encarcelado en la Cadmea y sustituido por otro polemarco. Este suceso fue visto en toda Grecia como un quebrantamiento de los términos de la Paz de Antálcidas (387 a. C.), que 5 años antes había puesto fin a la guerra de Corinto. Los éforos espartanos y la mayoría de los ciudadanos espartanos irritados con Fébidas querían destituirlo del mando, pero Leontíades marchó a Esparta y compareciendo ante la apella (asamblea) convenció a los asambleístas de no destituirlo, de conservar la acrópolis de Tebas y de juzgar a Ismenias. Se constituyó un tribunal compuesto por tres jueces espartanos y uno por cada ciudad laconia. Ismenias fue acusado de haber recibido dinero del rey persa Artajerjes II, y junto con Androclidas, de ser causante de múltiples desórdenes y hostilidades en Grecia. Ismenias se defendió y logró librarse de la acusación de medismo, pero no de las de ambición y hostilidad, y fue condenado y ejecutado.